# انتهت اللعبة
انتهت اللعبة (بالإنجليزية: "Game Over")‏ هي أغنية للدي جي الهولنديين مارتن غاركس ولوبيرز. صدرت في 20 أبريل 2018 عن طريق علامة التسجيل الخاصة بغاركس ستمبد ركردز.

## الخلفية
عرضت أغنية «انتهت اللعبة» لأول مرة في مهرجان تومورولاند للموسيقى الإلكترونية عام 2017. أعلن غاركس عن إطلاق الأغنية من خلال حساباته على وسائل التواصل الاجتماعي.